# Championnats de France d'athlétisme en salle 2008
Navigation
Édition précédente Édition suivante
Les Championnats de France d'athlétisme en salle 2008 ont eu lieu du 15 au 17 février 2008 au Stadium de Bordeaux-Lac de Bordeaux. 

## Palmarès
| Discipline       | Hommes                  | Hommes        | Femmes               | Femmes         |
| ---------------- | ----------------------- | ------------- | -------------------- | -------------- |
| 60 m             | Martial Mbandjock       | 6 s 70        | Christine Arron      | 7 s 21         |
| 200 m            | Antony Couffe           | 21 s 51       | Myriam Soumaré       | 23 s 91        |
| 400 m            | Yoann Décimus           | 47 s 89       | Dora Jemaa           | 54 s 88        |
| 800 m            | Jamale Aarrass          | 1 min 51 s 83 | Élodie Guégan        | 2 min 11 s 02  |
| 1 500 m          | Guillaume Eraud         | 4 min 2 s 73  | Claire Navez         | 4 min 27 s 32  |
| 3 000 m          | Mohamed-Khaled Belabbas | 8 min 0 s 12  | Élodie Olivares      | 9 min 9 s 18   |
| 60 m haies       | Samuel Coco-Viloin      | 7 s 72        | Reina-Flor Okori     | 8 s 08         |
| Saut en hauteur  | Abdoulaye Diarra        | 2,25 m        | Sandrine Champion    | 1,82 m         |
| Saut à la perche | Romain Mesnil           | 5,70 m        | Vanessa Boslak       | 4,40 m         |
| Saut en longueur | Kafétien Gomis          | 8,00 m        | Marie Collonvillé    | 6,41 m         |
| Triple saut      | Teddy Tamgho            | 16,94 m       | Teresa Nzola Meso    | 13,50 m        |
| Lancer du poids  | Stéphane Szuster        | 17,57 m       | Kelly Closse         | 14,95 m        |
| 3 000 m marche   | -                       | -             | Christine Guinaudeau | 13 min 19 s 13 |
| 5 000 m marche   | Antonin Boyez           | 20 min 1 s 00 | -                    | -              |
| Pentathlon       | -                       | -             | Blandine Maisonnier  | 4 339 pts      |
| Heptathlon       | Franck Logel            | 5 654 pts     | -                    | -              |